# Riobamba
Riobamba, também conhecida como San Pedro de Riobamba, é uma cidade do Equador, capital da província de Chimborazo.